# Spiker Izby Gmin
Spiker Izby Gmin (ang. Speaker of the House of Commons) – członek brytyjskiej Izby Gmin przewodniczący jej obradom. Nie należy mylić tej funkcji z inną o zbliżonej nazwie, lecz innym charakterze i roli – przewodniczącym Izby Gmin. Spiker posiada bardzo szerokie kompetencje w zakresie sterowania przebiegiem obrad, natomiast nie zajmuje się ustalaniem listy spraw poruszanych na poszczególnych posiedzeniach (jest to domena przede wszystkim przewodniczącego).

## Wybór i status
Spiker jest zwykle wybierany przez Izbę na pierwszym posiedzeniu po wyborach i jest to pierwsza decyzja, jaką podejmuje Izba w nowej kadencji.  Wybór musi zostać formalnie  zaakceptowany przez monarchę.  Do czasu zakończenia wyborów obradami kieruje Ojciec Izby (lub Matka Izby, jeśli jest to kobieta), którym zostaje deputowany o najdłuższym nieprzerwanym stażu, o ile nie jest członkiem rządu. Spiker wypełniając swą funkcję ma obowiązek zachować całkowitą bezstronność i nie prowadzić samemu aktywnej działalności politycznej, w związku z czym w chwili objęcia urzędu jego dotychczasowe członkostwo w partii politycznej jest uważane za zakończone. Ponieważ apolityczność i brak udziału w bieżących sprawach nie sprzyjają popularności wśród wyborców, tradycyjnie żadna z trzech głównych partii nie wystawia w okręgu spikera z minionej kadencji kontrkandydata przeciw niemu. Tradycyjnie spikerzy sprawują swoją funkcję tak długo, aż sami nie zrezygnują. Jeśli spiker wyraża wolę pozostania na stanowisku i nie ma wobec niego poważniejszych zastrzeżeń, zostaje zwykle wybrany ponownie przez aklamację. Moment tuż po wyborze jest jedynym, kiedy ma prawo wygłosić przemówienie o charakterze politycznym, przy czym zwyczajowo służy ono głównie podziękowaniu własnym wyborcom. Przez setki lat prowadząc obrady spiker nosił ceremonialny strój z toga i peruką. Kiedy jednak w 1992 po raz pierwszy spikerem została kobieta – Betty Boothroyd – postanowiła zrezygnować z peruki. W 2009 nowy spiker John Bercow uczynił kolejny krok w stronę liberalizacji stroju, prowadząc obrady z rozpiętą togą, jedynie luźno zarzuconą na zwykły garnitur.
Spiker zajmuje miejsce na szczycie prostokąta, w kształcie którego jest sala obrad. Po jego prawej stronie zasiada partia rządząca, a po lewej (naprzeciwko rządu) opozycja.

## Prowadzenie obrad
W czasie obrad deputowani mają prawo zabrać głos wyłącznie po udzieleniu go przez spikera, do którego też zwracają się mówiąc (zakazane jest natomiast odnoszenie się do innych parlamentarzystów inaczej niż w trzeciej osobie). Spiker ma prawo usunąć z sali deputowanego zakłócającego porządek lub ignorującego jego polecenia, jednak zakaz udziału w obradach obowiązuje tylko do końca danego dnia. Dłuższe zawieszenie wymaga zgody Izby. W przypadkach skrajnego nieporządku na sali, spiker może w każdej chwili przerwać posiedzenie. Ma także prawo wprowadzania limitu długości czasu przemówień oraz nakazywania przemawiającemu (w tym członkowi rządu, a nawet premierowi) natychmiastowego zakończenia wypowiedzi.
Ponieważ w brytyjskim parlamencie obowiązuje zwykle ścisła dyscyplina partyjna, większość głosowań wygląda następująco: spiker zadaje pytanie w głosowanej kwestii, a członkowie parlamentu (wszyscy naraz) wyrażają głośno swój pogląd. Zazwyczaj wszyscy deputowani partii rządzącej głosują podobnie (tak samo opozycyjni), a ponieważ tych pierwszych jest zwykle więcej, spiker uznaje za przegłosowane stanowisko większości rządowej. Każdy deputowany może jednak wnioskować o głosowanie tajne, zaś spiker winien przychylić się do tego wniosku, o ile nie jest on, jego zdaniem, próbą niepotrzebnego przedłużania obrad.

## Inne funkcje i uprawnienia
W sytuacjach nadzwyczajnych na wniosek rządu spiker może nakazać deputowanym przybycie do Londynu na posiedzenie mimo trwających wakacji parlamentarnych. Spiker rozpisuje także wybory uzupełniające w razie opróżniania mandatów w trakcie kadencji, a także decyduje o przyznaniu ustawie statusu budżetowej (money bill), co oznacza nieco inną ścieżkę legislacyjną (przede wszystkim z mniejszą rolą Izby Lordów). Podlega mu również administracja parlamentu i zatrudnieni w nim urzędnicy służby cywilnej. Z urzędu jest przewodniczącym komisji decydującej o zmianach granic okręgów wyborczych.
Jak wszyscy deputowani, ma prawo podejmować interwencje w interesie mieszkańców swojego okręgu, jednak z zastrzeżeniem, że nie może przemawiać w tych sprawach w Izbie (może zabierać głos jedynie w kwestiach związanych z wypełnianiem obowiązków spikera).

## Zastępcy
Spiker ma trzech uszeregowanych hierarchicznie zastępców. Najważniejszemu z nich przysługuje historyczny już dziś tytuł Przewodniczącego Komitetu Sposobów i Środków (Chairman of the Ways and Means [Committee]). Dwaj pozostali noszą tytuły Pierwszego i Drugiego Zastępcy Przewodniczącego Komitetu. Prowadząc obrady, zastępcy mają uprawnienia równe spikerowi. Do nich również stosuje się wymóg bezstronności, jednak mogą być nieco bardziej niż sam spiker zaangażowani w bieżącą politykę, gdyż – w przeciwieństwie do niego – muszą stawać do wyborów na normalnych zasadach. W praktyce spiker prowadzi obrady przez ok. 3 godziny dziennie, a w pozostałym czasie czynią to jego zastępcy.

## Przywileje
Spiker zajmuje pierwsze miejsce w precedencji świeckich dostojników państwowych spoza rodziny królewskiej. Oprócz normalnego uposażenia parlamentarnego, przysługuje mu pensja równa członkowi gabinetu. Posiada także służbowy apartament w Pałacu Westminsterskim. Tradycyjnie zaraz po wyborze spiker jest powoływany do Tajnej Rady, zaś po odejściu ze stanowiska nie staje się ponownie zwykłym deputowanym, lecz otrzymuje tytuł szlachecki i dożywotnie miejsce w Izbie Lordów.

## Lista Spikerów Izby Gmin
Parlament Anglii
- 1377–1377 – Thomas Hungerford
- 1377–1377 – Peter de la Mare
- 1378–1379 – James Pickering
- 1379–1380 – John Guildesborough
- 1381–1382 – Richard Waldegrave
- 1382–1383 – James Pickering
- 1393–1398 – John Bussy
- 1399–1399 – John Cheney
- 1399–1399 – John Dorewoood
- 1400–1402 – Arnold Savage
- 1402–1402 – Henry Redford
- 1403–1404 – Arnold Savage
- 1404–1404 – Henry Esturmy
- 1405–1406 – John Tiptoft
- 1407–1411 – Thomas Chaucer
- 1413–1413 – William Stourton
- 1413–1413 – John Dorewoood
- 1414–1414 – Walter Hungerford
- 1414–1415 – Thomas Chaucer
- 1415–1415 – Richard Redman
- 1415–1416 – Walter Beauchamp
- 1416–1419 – Roger Flower
- 1420–1421 – Roger Hunt
- 1421–1421 – Thomas Chaucer
- 1421–1422 – Richard Baynard
- 1422–1422 – Roger Flower
- 1423–1424 – John Russell
- 1425–1425 – Thomas Walton
- 1425–1426 – Richard Vernon
- 1427–1428 – John Tyrell
- 1429–1430 – William Alington
- 1430–1431 – John Tyrell
- 1432–1432 – Sir John Russell
- 1433–1433 – Roger Hunt
- 1435–1435 – John Bowes
- 1436–1436 – John Tyrell
- 1437–1437 – William Burley
- 1439–1442 – William Tresham
- 1444–1445 – William Burley
- 1446–1447 – William Tresham
- 1448–1449 – John Say
- 1449–1449 – John Popham
- 1449–1450 – William Tresham
- 1450–1451 – William Oldhall
- 1452–1453 – Thomas Thorpe
- 1453–1454 – Thomas Charlton
- 1455–1456 – John Wenlock
- 1459–1459 – Thomas Tresham
- 1460–1460 – John Green
- 1461–1462 – James Strangeways
- 1463–1468 – John Say
- 1472–1477 – William Alington
- 1482–1483 – John Wood
- 1483–1484 – William Catesby
- 1485–1486 – Thomas Lovell
- 1487–1488 – John Mordaunt
- 1489–1490 – Thomas Fitzwilliam
- 1491–1492 – Richard Empson
- 1495–1495 – Robert Drury
- 1496–1497 – Thomas Englefield
- 1503–1503 – Edmond Dudley
- 1509–1509 – Thomas Englefield
- 1511–1513 – Robert Sheffield
- 1514–1515 – Thomas Nevill
- 1523–1523 – Tomasz More
- 1529–1533 – Thomas Audley
- 1533–1536 – Humphrey Wingfield
- 1536–1536 – Richard Rich
- 1539–1540 – Sir Nicholas Hare
- 1541–1544 – Thomas Moyle
- 1545–1552 – John Baker
- 1553–1553 – James Dyer
- 1553–1553 – John Pollard
- 1554–1554 – Robert Brooke
- 1554–1555 – Clement Higham
- 1555–1555 – John Pollard
- 1558–1558 – William Cordell
- 1559–1559 – Thomas Gargrave
- 1562–1563 – Thomas Williams
- 1566–1567 – Richard Onslow
- 1571–1571 – Christopher Wray
- 1572–1576 – Robert Bell
- 1580–1583 – John Popham
- 1584–1586 – John Puckering
- 1588–1589 – Thomas Snagge
- 1592–1593 – Edward Coke
- 1597–1598 – Christopher Yelverton
- 1601–1601 – John Croke
- 1603–1611 – Edward Phelips
- 1614–1614 – Randolph Crewe
- 1620–1622 – Thomas Richardson
- 1623–1625 – Thomas Crewe
- 1625–1626 – Heneage Finch
- 1628–1629 – John Finch
- 1640–1640 – John Glanville
- 1640–1647 – William Lenthall
- 1647–1647 – Henry Pelham
- 1647–1653 – William Lenthall
- 1653–1653 – Francis Rous
- 1654–1655 – William Lenthall
- 1656–1658 – Thomas Widdrington
- 1658–1659 – Chaloner Chute
- 1659–1659 – Liselbone Long
- 1659–1659 – Thomas Bampfylde
- 1659–1660 – William Lenthall
- 1660–1660 – Harbottle Grimston
- 1661–1671 – Edward Turnour
- 1672–1672 – Job Charlton
- 1673–1673 – Edward Seymour
- 1678–1678 – Robert Sawyer
- 1678–1679 – Edward Seymour
- 1679–1679 – William Gregory
- 1680–1681 – William Williams
- 1685–1687 – John Trevor
- 1688–1689 – Henry Powle
- 1689–1695 – John Trevor
- 1695–1698 – Paul Foley
- 1698–1700 – Thomas Littleton
- 1701–1705 – Robert Harley
- 1705–1707 – John Smith

Parlament Wielkiej Brytanii
- 1707–1708 – John Smith
- 1708–1710 – Richard Onslow
- 1710–1713 – William Bromley
- 1714–1715 – Thomas Hanmer
- 1715–1727 – Spencer Compton
- 1728–1761 – Arthur Onslow
- 1761–1770 – John Crust
- 1770–1780 – Fletcher Norton
- 1780–1789 – Charles Wolfran Cornwall
- 1789–1789 – William Grenville
- 1789–1800 – Henry Addington

Parlament Zjednoczonego Królestwa
- 1801–1801 – Henry Addington
- 1801–1802 – John Mitford
- 1802–1817 – Charles Abbot
- 1817–1834 – Charles Manners-Sutton
- 1835–1839 – James Abercrombie
- 1839–1857 – Charles Shaw-Lefevre
- 1857–1872 – John Evelyn Denison
- 1872–1884 – Henry Brand
- 1884–1895 – Arthur Peel
- 1895–1905 – William Court Gully
- 1905–1921 – James Lowther
- 1921–1928 – John Henry Whitley
- 1928–1943 – Edward FitzRoy
- 1943–1951 – Douglas Clifton Brown
- 1951–1959 – William Morrison
- 1959–1965 – Harry Hylton-Foster
- 1965–1971 – Horace King
- 1971–1976 – Selwyn Lloyd
- 1976–1983 – George Thomas
- 1983–1992 – Bernard Weatherill
- 1992–2000 – Betty Boothroyd
- 2000–2009 – Michael Martin
- 2009–2019 – John Bercow
- od 2019 – Lindsay Hoyle